# Lara McDonnell
Lara McDonnell (* 7. November 2003 in Dublin) ist eine irische Schauspielerin. Bekannt wurde McDonnell mit dem Film Artemis Fowl, der 2020 vom Streamingdienst Disney+ veröffentlicht worden ist.

## Leben
Im Alter von sieben Jahren nahm sie einem Gemeindezentrum in der Nähe ihrer Schule, der Saint Brigid’s National School im Dubliner Stadtteil Castleknock, an einem Schauspielkurs teil. Einer ihrer Lehrer erkannte ihr Talent und ermutigte Laras Eltern sie für ein Vorsprechen anzumelden. Als 11-Jährige stand sie daraufhin als Matilda im gleichnamigen Musical auf einer Bühne im Londoner Westend.
Kurz darauf bekam sie eine Rolle im Film Love, Rosie – Für immer vielleicht. Sie spielte den Hauptcharakter Rosie in jüngeren Jahren. Es folgten Rollen im britischen Fernsehfilm To Walk Invisible: The Brontë Sisters und im irischen Film The Delinquent Season.
Im Jahr 2020 wurde der Film Artemis Fowl bei Disney+ veröffentlicht. Darin spielt Lara McDonnell eine der Hauptrollen – die der Elfin Captain Holly Short.

## Filmografie
- 2014: Love, Rosie – Für immer vielleicht (Love, Rosie)
- 2016: To Walk Invisible: The Brontë Sisters (Fernsehfilm)
- 2018: The Delinquent Season
- 2020: Artemis Fowl
- 2021: Belfast
- 2022: The Last Bus (Fernsehserie, 1 Folge)
- 2022: The Holiday (Fernsehserie, 4 Folgen)
- 2023: Greatest Days